# Nicotiana stocktonii
Nicotiana stocktonii är en potatisväxtart som beskrevs av Townshend Stith Brandegee. Nicotiana stocktonii ingår i släktet tobak, och familjen potatisväxter. Inga underarter finns listade i Catalogue of Life.